# Видновский троллейбус
Ви́дновский троллейбус — троллейбусная система в Ленинском городском округе Московской области России, проходящая по городу Видное, а также его окрестностям. Открытие троллейбусного движения состоялось 9 сентября 2000 года. В настоящее время в городе имеется 11,3 км пассажирских линий (в двухпутном исчислении), движение осуществляется по четырём маршрутам. Перевозку пассажиров осуществляет МУП «Видновский троллейбусный парк».
С момента открытия троллейбуса и до 2021 года Видное являлось самым маленьким по численности населения городом России, в котором действует троллейбус (не считая Алушты). С 2021 года, это «титул» принадлежит городу Ленинск-Кузнецкий.

## История
Начало строительства троллейбусной линии в подмосковном городе Видное относится к 1996 году. Предпосылками появления этого вида транспорта были удалённость железнодорожной платформы Расторгуево от основного жилого массива и ухудшение экологической обстановки в городе из-за строительства скоростной автомагистрали «Дон». Куратором проекта выступило предприятие «Мособлэлектротранс».
Первые пробные рейсы от платформы Расторгуево по проспекту Ленинского Комсомола пошли 16 декабря 1999 года. Движение троллейбусов по маршруту № 1 было торжественно открыто 9 сентября 2000 года и приурочено к празднованию 35-летия города.

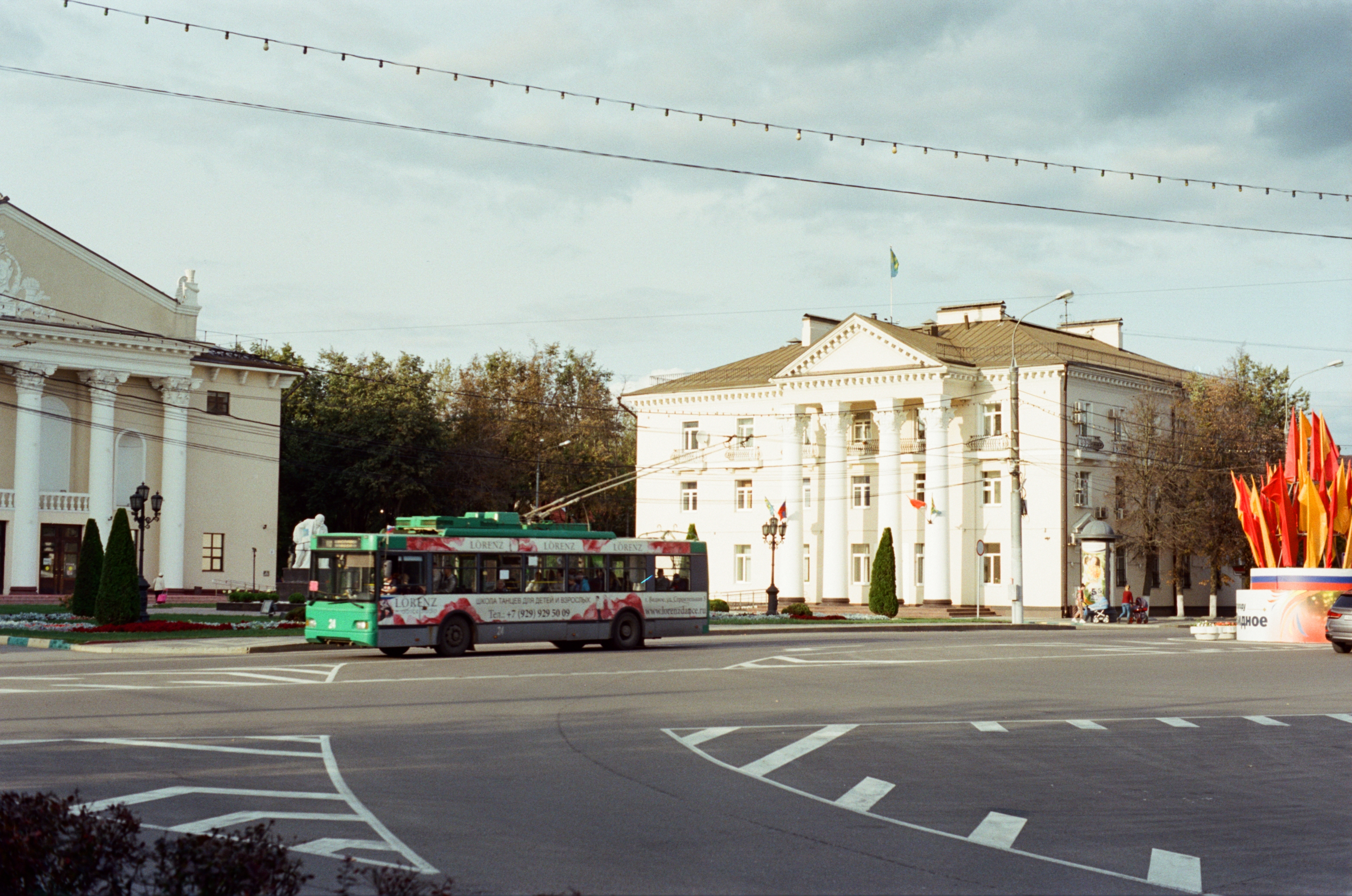
Троллейбус на главной площади (2020)

В 2002 году было открыто двустороннее движение по Советской улице (ранее было односторонним) и создан маршрут № 2. Третья очередь троллейбусного движения — линия к Московскому коксогазовому заводу через деревню Таболово (фактически обслуживает также изолированную часть территории промзоны «А») — была открыта 11 сентября 2005 года. По новой линии пошёл удлинённый 3-й маршрут и вновь организованный маршрут № 4.
С 1 января 2019 года на маршруте № 3 организуются укороченные рейсы по рабочим дням, которые включают трассу маршрута 2003—2005 годов по кольцу вокруг центральной части города.

## Маршруты

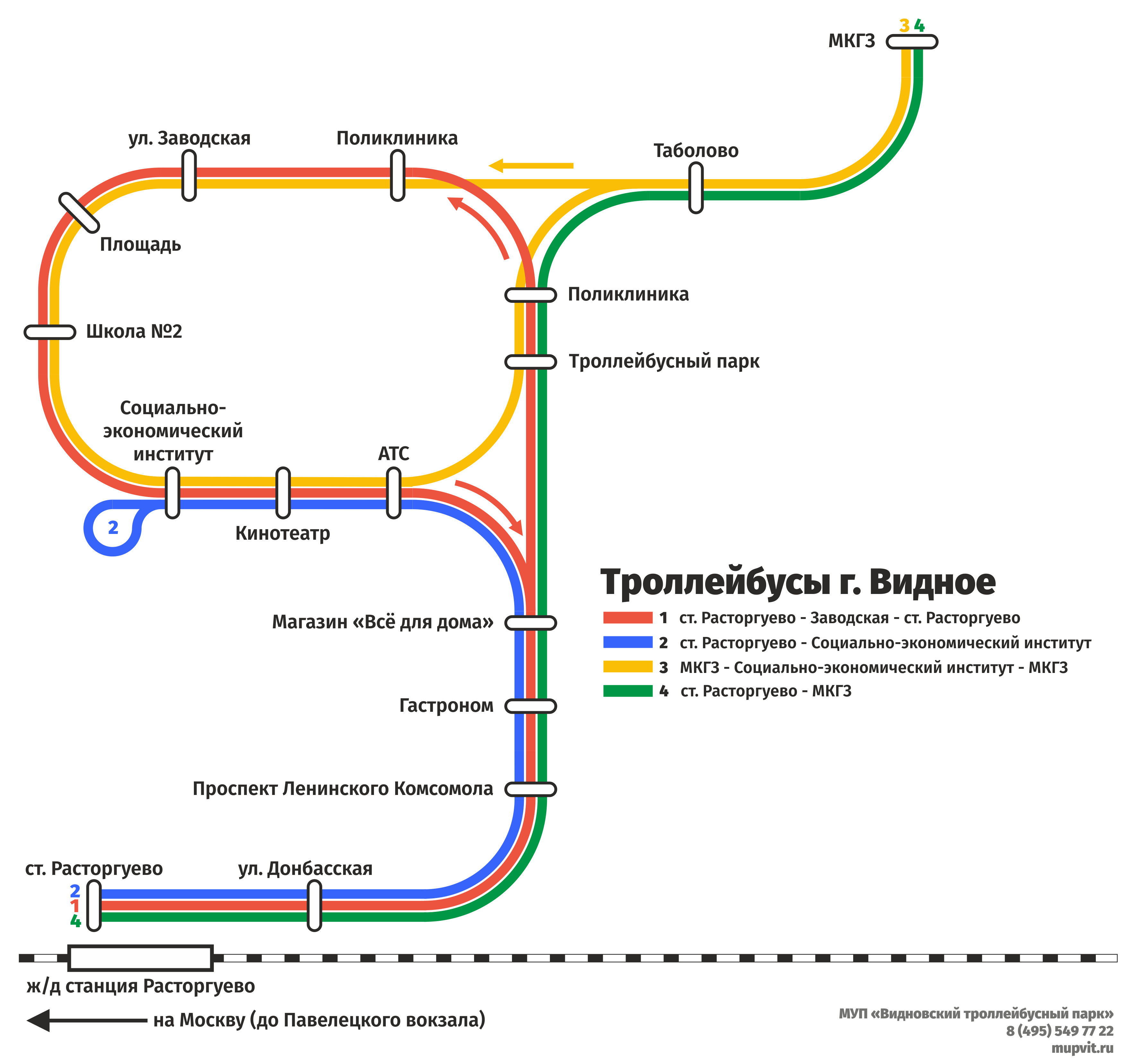
Схема маршрутов

С сентября 2005 года в городе Видное эксплуатируются 4 троллейбусных маршрута:
- № 1 Станция Расторгуево — Заводская улица.
- № 2 Станция Расторгуево — Социально-экономический институт.
- № 3 Советская улица — МКГЗ.
- № 4 Станция Расторгуево — МКГЗ.

Три из четырёх маршрутов начинаются от станции Расторгуево, которая является пересадочным узлом: при спуске с пешеходного моста пассажир сразу попадает на троллейбусную площадку, находящуюся под эстакадой автомагистрали Дон. Посадка и высадка пассажиров осуществляется прямо у пешеходного моста.
Суточный выпуск троллейбусов на линии составляет 15 единиц по рабочим дням и 12 — по выходным. 

## Подвижной состав
По состоянию на март 2023 года в городе Видное эксплуатируются троллейбусы моделей:
| Модель                           | Количество машин |
| -------------------------------- | ---------------- |
| Тролза-5264.05 «Слобода»         | 3 (08, 16, 17)   |
| ЗиУ-682Г-017 [Г0Н]               | 1 (12)           |
| ЗиУ-682Г-016 (017)               | 2 (14)           |
| ЗиУ-682Г-016.02                  | 2 (18, 19)       |
| ВМЗ-5298.00 (ВМЗ-375)            | 2 (20, 21)       |
| Тролза-5265.02 «Мегаполис»       | 2 (11, 13)       |
| Тролза-5275.03 «Оптима»          | 2 (23, 27)       |
| Тролза-5275.07 «Оптима»          | 2 (24, 25)       |
| ЗиУ-682Г-016.05                  | 2 (02, 15)       |
| ЗиУ-682 КР Иваново               | 1 (10)           |
| ЗиУ-682Г-016.04                  | 1 (22)           |
| TMG-7207 Comfort (Богдан Т70117) | 1 (26)           |
| МАЗ-206Т                         | 1 (28)           |
| Всего                            | 21               |

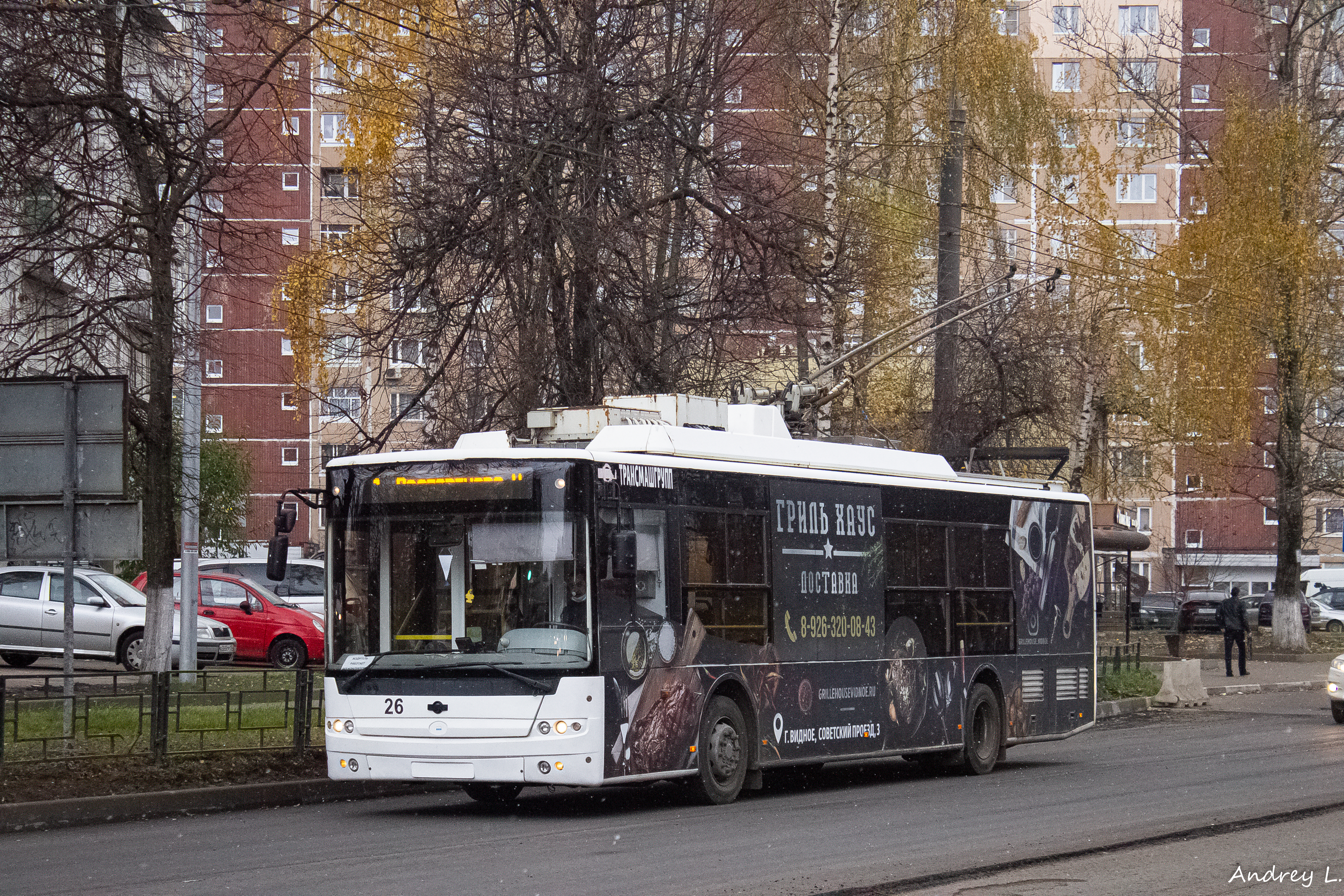
Троллейбус TMG-7207 Comfort (Богдан Т70117) на проспекте Ленинского Комсомола (2020)

В Видном эксплуатируются единственные в России экземпляры троллейбусов TMG-7207 и МАЗ-206Т.